# الزاوية الجديدة الزراهنة (آيت علي أو محمد)
الزاوية الجديدة الزراهنة هو دُوَّار يقع بجماعة كتاوة، إقليم زاكورة، جهة درعة تافيلالت في المملكة المغربية. ينتمي الدوّار لمشيخة آيت علي أو محمد التي تضم 23 دوار. يقدر عدد سكانه بـ 578 نسمة حسب الإحصاء الرسمي للسكان والسكنى لسنة 2004.

## روابط خارجية
- البوابة الوطنية للجماعات الترابية
- المندوبية السامية للتخطيط